# General Officer Commanding
General Officer Commanding (GOC) är en ovanlig titel som utses till officerare inom Samväldets (och några andra) nationer till en generalperson som besitter en befälsposition. En general som besitter en särskilt stor eller viktigt befälsposition kan benämnas General Officer Commanding-in-Chief (GOC-in-C).
En likvärdig term för flygvapenofficerare är Air Officer Commanding (AOC).